# Ли, Сузан
Сузан Пенелопа Брэйбрукс (англ. Sussan Penelope Braybrooks), по мужу Сузан Ли (англ. Sussan Ley /ˈsuːzən ˈliː/; род. 14 декабря 1961, Кано) — австралийский политик, лидер Либеральной партии (с 2025).

## Биография
Родилась в нигерийском городе Кано в семье офицера британской разведки, получила финансовое образование.
В 2001 году впервые победила на парламентских выборах в округе Фаррер.
21 мая 2022 года в Австралии состоялись парламентские выборы, принесшие поражение либералам.
30 мая 2022 года в период кризиса Либеральной партии, чья коалиция с Национальной партией контролировала только 58 или 59 депутатских кресел в Палате представителей, её возглавил Питер Даттон, а его заместителем стала Сузан Ли (соперников на выборах у них не было).
3 мая 2025 года по итогам парламентских выборов либералы потерпели новое поражение — их коалиция с националистами получила только 43 депутатских места.
13 мая 2025 года избрана на пост лидера Либеральной партии Австралии, став первой в истории женщиной в этой должности после разгромного поражения партии на парламентских выборах, по итогам которых предыдущий лидер либералов Питер Даттон не смог переизбраться в своём округе.